# Mag 218 Tower
O Mag 218 Tower é um arranha-céus residencial de 66 andares e 534 apartamentos atualmente em construção situado na cidade de Dubai nos Emirados Árabes Unidos. A construção do edifício desenhada por "Shair and Partners" começou no ano de2006. Espera-se que o edifício abra suas portas no ano 2008. A altura do Mag 218 será, caso não modifiquem o desenho, de 275 metros até o teto. A altura será será ainda mais elevada se forem levadas em conta as duas antenas no topo do edifício.

## Galeria

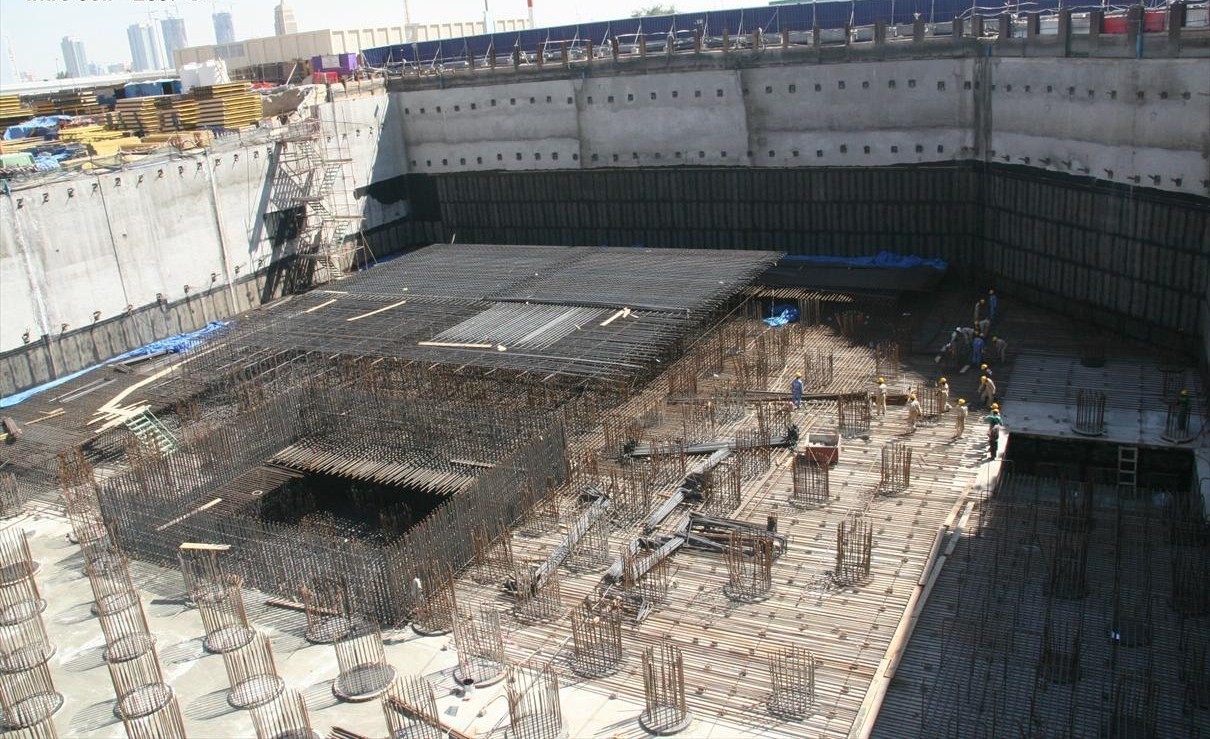
16 de fevereiro de 2007
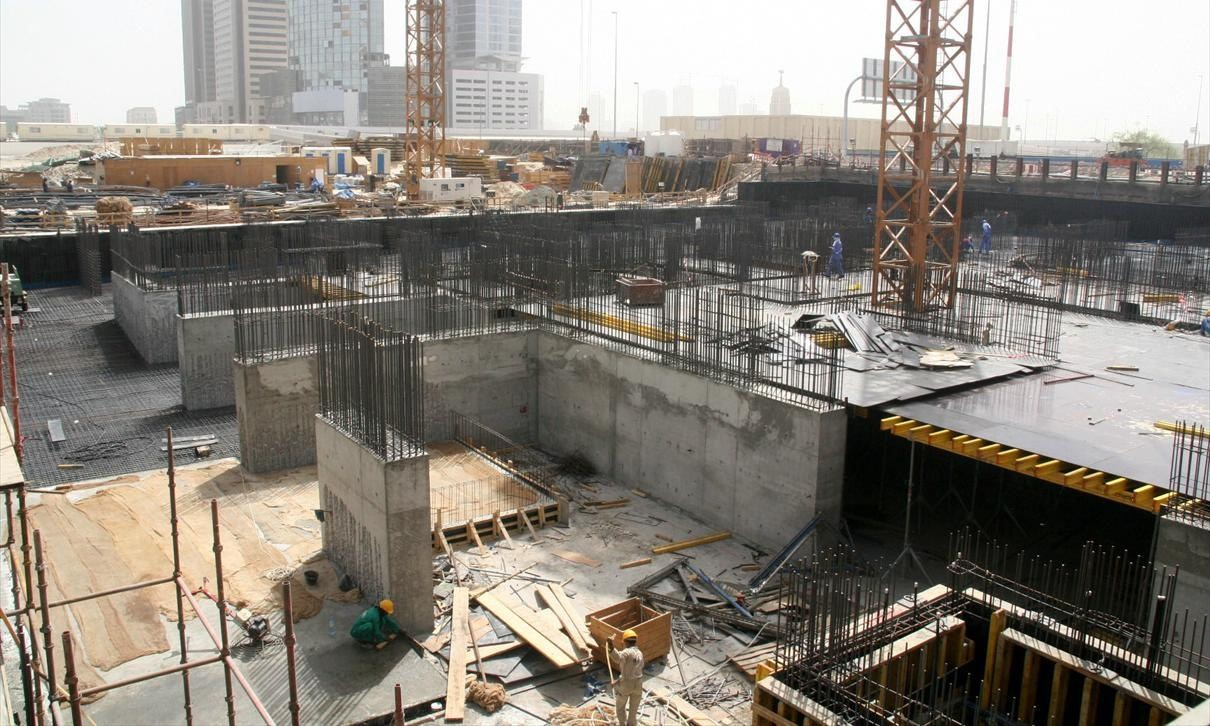
18 de maio de 2007